# Liste der Monuments historiques in Mundolsheim
Die Liste der Monuments historiques in Mundolsheim führt die Monuments historiques in der französischen Gemeinde Mundolsheim auf.

## Liste der Bauwerke
| Bezeichnung            | Beschreibung | Standort                      | Kennzeichnung | Schutzstatus | Datum | Bild           |
| ---------------------- | --- | ----------------------------- | ------------- | ------------ | ----- | -------------- |
| Protestantische Kirche | Turm teilweise aus dem 13. Jahrhundert, im 18. und 19. Jahrhundert ergänzt, Schiff von 1902; im Erdgeschoss des Turms acht Grabsteine | Petite rue de l’Église (Lage) | PA00084810    | Inscrit      | 1929  | weitere Bilder |

## Liste der Objekte
| Bezeichnung                                                                          | Beschreibung                         | Standort                              | Kennzeichnung | Schutzstatus | Datum | Bild |
| ------------------------------------------------------------------------------------ | ------------------------------------ | ------------------------------------- | ------------- | ------------ | ----- | ---- |
| Grabstein für David Joham von Mundolsheim                                            | Sandstein, 1585                      | in der protestantischen Kirche (Lage) | PM67000513    | Classé       | 1990  |      |
| Grabstein für Eleonore Sophie von Mundolsheim geb. von Geusau                        | Sandstein und Marmor, 1786           | in der protestantischen Kirche (Lage) | PM67000510    | Classé       | 1990  |      |
| Grabstein für Philipp Conrad Joham von Mundolsheim und Maria Salome von Schauenburg  | Sandstein, 1715                      | in der protestantischen Kirche (Lage) | PM67000515    | Classé       | 1990  |      |
| Grabstein für Theobald Joham von Mundolsheim                                         | Sandstein, 1594                      | in der protestantischen Kirche (Lage) | PM67000517    | Classé       | 1990  |      |
| Grabstein für Conrad III. Joham von Mundolsheim und Veronika Sturm von Sturmeck      | Sandstein, 1573                      | in der protestantischen Kirche (Lage) |               | Classé       | 1990  |      |
| Grabstein für Ursula Joham von Mundolsheim und Friedrich von Schauenburg             | Sandstein, Ende des 16. Jahrhunderts | in der protestantischen Kirche (Lage) | PM67000511    | Classé       | 1990  |      |
| Grabstein für Philipp Joham von Mundolsheim und Maria Magdalena Marx von Eckwersheim | Sandstein, 1618                      | in der protestantischen Kirche (Lage) | PM67000514    | Classé       | 1990  |      |
| Grabstein für Hans Joham von Mundolsheim                                             | Sandstein, 16. Jahrhundert           | in der protestantischen Kirche (Lage) | PM67000516    | Classé       | 1990  |      |